# José Laviola Matos
José Laviola Matos (Muriaé, 18 de junho de 1922 - 26 de novembro de 2001) foi um político brasileiro do estado de Minas Gerais. 

José Laviola foi vice-prefeito de Conselheiro Pena, no período de 1954 a 1958 e prefeito do mesmo município no mandato seguinte (1958 a 1962).

José Laviola foi deputado estadual de Minas Gerais por seis legislaturas consecutivas, da 7ª à 12ª legislatura (1971 - 1995).

Em seus três primeiros mandatos na Assembleia, foi eleito pela ARENA, pelo PDS no mandato seguinte, e pelo PMDB nos dois últimos mandatos do parlamentar.